# Eleutério de Bizâncio
Eleutério (em grego:  Ελευθέριος) foi bispo de Bizâncio por aproximadamente sete anos, entre 129 e 136 d.C. Seu episcopado seguiu o de Diógenes e coincidiu com o reinado do imperador romano Adriano.